# Hagalundssjön
Hagalundssjön är en sjö i Svenljunga kommun i Västergötland och ingår i Ätrans huvudavrinningsområde. Sjön ligger strax söder om Sexdrega samhälle med skyltad infart efter fotbollsplanerna. Den har en kommunal badplats med bryggor, sandstrand, grillplats och en enkel toa.